# Time Is Money
Time Is Money er en tysk stumfilm fra 1923 af Fred Sauer.

## Medvirkende
- Grete Reinwald som Irene Arven
- Colette Corder som Colette
- Alfred Gerasch som Georg de Gobert
- Fritz Rasp som François
- Hermann Picha som Glanden
- Harry Berber som Mac Collin
- Heinz Salfner som Marc Arven
- C.W. Tetting som William
- Philipp Manning